# Vinko Globokar
Vinko Globokar, slovenski pozavnist, skladatelj in dirigent, * 7. julij, 1934, Anderny (Lorena), Francija.
Na Nacionalnem konservatoriju v Parizu je diplomiral iz pozavne. Študij kompozicije in dirigiranja je nadaljeval pri Reneju Leibowitzu, kontrapunkt pri Andreju Hodeirju, izpopolnjeval pa se je še pri Lucianu Beriu. Krstne izvedbe skladb za trombon (pozavno) so mu bile zaupane s strani svetovno znanih skladatljev 20. stoletja, kot so Karlheinz Stockhausen, Luciano Berio, Maurizio Kagel, Rene Leibowitz, idr. Kot dirigent je sodeloval z uglednimi evropskimi orkestri z Zahodnonemškim radiom, Francoskim radijskim orkestrom, Orkestrom Radia Helsinki, s Simfoniki RTV Slovenija, s filharmoničnima orkestroma iz Jeruzalema in Varšave. V obdobju med 1967 in 1976 je Globokar poučeval na Visoki šoli za glasbo v Kölnu. V letih med 1973 in 1979 je bil vodja oddelka za zvočne in glasovne raziskave na inštitutu IRCAM v Parizu, v letih med 1983 in 1999 pa je v Firencah vodil tečaje za glasbo 20. stoletja.
Leta 2002 je dobil Prešernovo nagrado za življenjsko delo. Leta 2007 je postal dopisni član SAZU, 2021 pa častni član Slovenske filharmonije.
Je avtor mnogih publikacij o glasbi, med drugimi priljubljene knjige Vdih-izdih.